# 結城信用金庫
結城信用金庫（ゆうきしんようきんこ、英語：Yuki Shinkin Bank）は、茨城県結城市に本店を置く信用金庫である。略称はユーシン。
茨城県西地域や南西部のほか、栃木県小山市に店舗を展開する。
ATMでは、「しんきんゼロネット」により全国の信用金庫で原則手数料無料で入出金ができる。(一部時間帯を除く)

## 沿革
- 1902年（明治35年）5月26日 - 結城融通信用組合として設立する。
- 1943年（昭和18年）7月 - 市街地信用組合法に基づき、結城信用組合に改組する。
- 1951年（昭和26年）10月 - 信用金庫法に基づき、結城信用金庫となる。
- 1956年（昭和31年）6月 - 下館信用金庫と合併する。
- 2002年(平成14年)　5月-創立100周年を迎える。
- 2020年（令和2年）3月17日 - 奄美大島信用金庫と業務提携（結城紬と大島紬の産地同士の縁）[2]。